# Philadelphia Eagles
Los Philadelphia Eagles (en español: Águilas de Filadelfia) son un equipo profesional de fútbol americano de los Estados Unidos con sede en Filadelfia, Pensilvania. Compiten en la División Este de la Conferencia Nacional (NFC) de la National Football League (NFL) y disputan sus encuentros como locales en el Lincoln Financial Field.
El club se fundó en 1933 como reemplazo del quebrado Frankford Yellow Jackets, cuando un grupo liderado por Bert Bell aseguró los derechos de una franquicia de la NFL en Filadelfia. A lo largo de la historia del equipo, Bell, Chuck Bednarik, Bob Brown, Reggie White, Steve Van Buren, Tommy McDonald, Greasy Neale, Pete Pihos, Sonny Jurgensen y Norm van Brocklin han sido inducidos al Salón de la Fama del Fútbol Americano Profesional.
A lo largo de su historia, los Eagles han ganado un total de dos Super Bowl en 2017 (LII) y 2024 (LIX), tres campeonatos de la NFL (1948, 1949 y 1960), seis campeonatos de conferencia (1960, 1980, 2004, 2017, 2022, 2024) y dieciséis títulos de división.

## Historia

### 1933-1943: Fundación y primeros años
A mitad de la temporada de 1931, los Frankford Yellow Jackets quebraron y cesaron sus operaciones. Tras más de un año de búsqueda para un sustituto adecuado, la NFL concedió una franquicia de expansión a un consorcio encabezado por Bert Bell y Lud Wray. La asociación Bell-Wray tuvo que pagar una cuota de inscripción de $3,500 (equivalente a $38,769 en la actualidad) y asumió una deuda total de $11,000 que se le debía a otras tres franquicias de la NFL. Con la inspiración de la insignia (un águila azul) de la National Recovery Administration -la pieza central del New Deal del presidente Franklin D. Roosevelt-, Bell y Wray nombraron la nueva franquicia como Philadelphia Eagles.
A lo largo de su primera década, los Eagles tuvieron que soportar varias malas temporadas. En 1943, cuando la escasez de personal derivados de la Segunda Guerra Mundial, hicieron imposible completar el equipo. Como método de aquella situación, el equipo se fusionó con los Pittsburgh Steelers formando los "Phil-Pitt Eagles" y conocidos como los "Steagles".

### 1944-1960
A finales de la década de 1940, el entrenador en jefe Earle Neale y el corredor Steve Van Buren consiguieron llevar al equipo a tres finales de la NFL consecutivas, ganando dos de ellas en 1948 y 1949, donde derrotaron a los Chicago Cardinals 7-0 bajo una tormenta de nieve, y a Los Angeles Rams 14-0 respectivamente. Esos dos campeonatos cosechados por los Eagles, los coloca como el único equipo de la NFL en ganar dos campeonatos consecutivos y lograr mantener el marcador a 0.
En 1960, los Eagles ganaron su tercer campeonato de la NFL, bajo el liderazgo del futuro miembro del Salón de la Fama del Fútbol Americano Profesional Norm van Brocklin y Chuck Bednarik; el entrenador en jefe era Buck Shaw. Los Eagles de 1960, con un marcador de 17-13, se convirtieron en el único equipo en derrotar a Vince Lombardi y sus Green Bay Packers en los playoffs.

### Los malos años (1961-1979)
Los Eagles tuvieron una buena temporada en 1961, todo lo contrario de la temporada de 1962. Jerry Wolman, previa consulta con su viejo amigo Brandon Sturrock, compró la franquicia en 1963 a "Happy Hundred", que era un grupo de inversionistas que fueron dueños del equipo desde 1949 a 1963. La compra se materializó por $5,505 millones ($42,406,451 a día de hoy).
En 1969, Leonard Tose compró los Philadelphia Eagles de Wolman por $16,155,000 dólares ($103,893,362 en la actualidad), que marco el récord en la compra de una franquicia deportiva profesional. La primera orden de Tose como dueño fue despedir al entrenador Joe Kuharich tras un nefasto registro de 24-41-1 durante sus cinco años como entrenador.
Con la fusión de la NFL y la AFL en 1970, los Eagles fueron colocados en la NFC Este con sus archirrivales, los New York Giants, los Washington Redskins y los Dallas Cowboys.
En 1976, Dick Vermeil fue contratado como entrenador de los Eagles, que hasta ese momento poseían solamente una temporada en positivo desde 1962 a 1975. A partir de 1978, el entrenador en jefe Dick Vermeil y el quarterback Ron Jaworski llevaron al equipo a cuatro apariciones consecutivas en los playoffs.

### 1999-2012: La era de Andy Reid

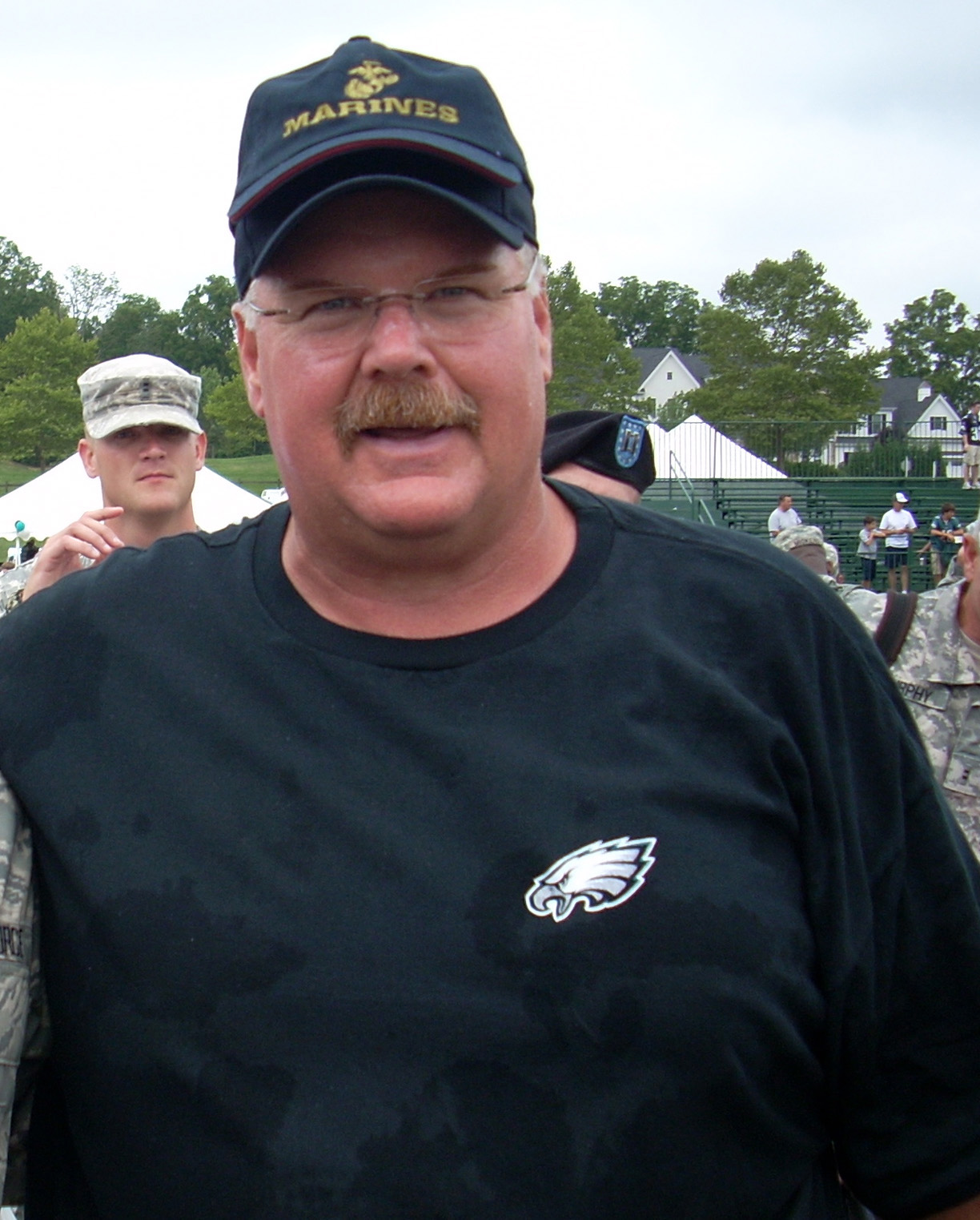
Andy Reid entrenó a los Eagles desde 1999 hasta 2012.

El 11 de enero de 1999, los Philadelphia Eagles anunciaron la contratación  de Andy Reid como nuevo entrenador jefe del equipo. En el Draft de ese año los Eagles seleccionaron al quarterback Donovan McNabb en la segunda posición global. A pesar de ello, el QB titular durante los primeros partidos de la temporada de 1999 fue Doug Pederson, a quien Reid entrenó en su etapa como entrenador de quarterbacks de los Green Bay Packers. Los Eagles terminaron el año con un registro de 5-11 y no se clasificaron para Playoffs. La sequía sin entrar en postemporada terminó en 2000 gracias a un 11-5 de balance. Vencieron a los Tampa Bay Buccaneers en la ronda de wild cards, pero cayeron eliminados en la fase divisional contra los New York Giants.

## Estadio

### Antiguos terrenos de juego
- Baker Bowl (1933-1935)
- Philadelphia Municipal Stadium (1936-1939, 1941)
- Shibe Park (1940, 1942-1957)
- Franklin Field (1958-1970)
- Veterans Stadium (1971-2002)[11]

### Lincoln Financial Field
Desde el año 2003, los Eagles juegan como locales en el Lincoln Financial Field. El estadio, que fue abierto al público el 3 de agosto de 2003, cuenta con una capacidad para 69,176 espectadores. En 2013, el estadio sufrió una remodelación con un coste total de $125 millones. Las mejoras incluyen una ampliación del estadio, dos nuevas pantallas de vídeo HD, conexión Wi-Fi, y dos nuevos puentes de conexión para los niveles superiores.

## Jugadores

### Números retirados
| Números retirados de Philadelphia Eagles |                 |            |         |
| Núm.                                     | Jugador         | Posic.     | Temp.   |
| 5                                        | Donovan McNabb  | QB         | 1999–09 |
| 15                                       | Steve Van Buren | RB, S      | 1944–51 |
| 20                                       | Brian Dawkins   | S          | 1996–08 |
| 40                                       | Tom Brookshier  | DB         | 1953–61 |
| 44                                       | Pete Retzlaff   | RB, WR, TE | 1956–66 |
| 60                                       | Chuck Bednarik  | LB, C      | 1949–62 |
| 70                                       | Al Wistert      | OT         | 1943–51 |
| 92†                                      | Reggie White    | DE         | 1985–92 |
| 99†                                      | Jerome Brown    | DT         | 1987–91 |

Notas
- † Póstumo.

### Salón de la Fama
| Salón de la Fama de Philadelphia Eagles |                          |                                        |               |           |
| Núm.                                    | Nombre                   | Posición                               | Temporada(s)  | Inducción |
| 60                                      | Chuck Bednarik           | Center, linebacker                     | 1949–62       | 1987      |
| –                                       | Bert Bell                | Fundador, propietario                  | 1933–40       | 1987      |
| 17                                      | Harold Carmichael        | Wide receiver                          | 1971–83       | 1987      |
| 56                                      | Bill Hewitt              | Tight end, defensive end               | 1936–39, 1943 | 1987      |
| 9                                       | Sonny Jurgensen          | Quarterback                            | 1969–80       | 1987      |
| 33                                      | Ollie Matson             | Running back                           | 1964–66       | 1987      |
| 31                                      | Wilbert Montgomery       | Running back                           | 1977–84       | 1987      |
| –                                       | Greasy Neale             | Entrenador                             | 1941–50       | 1987      |
| 35                                      | Pete Pihos               | Tight end, defensive end               | 1947–55       | 1987      |
| 54                                      | Jim Ringo                | Center                                 | 1964–67       | 1987      |
| 11                                      | Norm van Brocklin        | Quarterback                            | 1958–60       | 1987      |
| 15                                      | Steve van Buren          | Running back, safety                   | 1944–51       | 1987      |
| 53                                      | Alex Wojciechowicz       | Center, tackle defensivo               | 1946–50       | 1987      |
| 66                                      | Bill Bergey              | Linebacker                             | 1974–80       | 1988      |
| 25                                      | Alex Wojciechowicz       | Wide receiver                          | 1957–63       | 1988      |
| 40                                      | Tom Brookshier           | Defensive back                         | 1954–61       | 1989      |
| 44                                      | Pete Retzlaff            | Running back, wide receiver, tight end | 1956–66       | 1989      |
| 22                                      | Timmy Brown              | Running back                           | 1960–67       | 1990      |
| 76                                      | Jerry Sisemore           | Tackle ofensivo                        | 1973–87       | 1991      |
| 75                                      | Stan Walters             | Tackle ofensivo                        | 1975–83       | 1991      |
| 7                                       | Ron Jaworski             | Quarterback                            | 1977–86       | 1992      |
| 28                                      | Bill Bradley             | Safety, kicker                         | 1969–76       | 1993      |
| –                                       | Dick Vermeil             | Entrenador                             | 1976–82       | 1994      |
| –                                       | Jim Gallagher            | Ejecutivo                              | 1949–95       | 1995      |
| 82                                      | Mike Quick               | Wide receiver                          | 1982–90       | 1995      |
| 99                                      | Jerome Brown             | Tackle defensivo                       | 1987–91       | 1996      |
| –                                       | Otho Davis               | Entrenador                             | 1973–95       | 1999      |
| –                                       | Equipo ganador de la NFL | –                                      | 1948          | 1999      |
| –                                       | Equipo ganador de la NFL | –                                      | 1949          | 1999      |
| 76                                      | Bob Brown                | Tackle ofensivo                        | 1964–68       | 2004      |
| 92                                      | Reggie White             | Defensive end                          | 1985–92       | 2005      |
| 70                                      | Al Wistert               | Tackle ofensivo                        | 1943–51       | 2009      |
| 12                                      | Randall Cunningham       | Quarterback, kicker                    | 1985–95       | 2009      |
| 21                                      | Eric Allen               | Cornerback                             | 1988–94       | 2011      |
| –                                       | Jim Johnson              | Coordinador defensivo                  | 1999–08       | 2011      |
| –                                       | Leo Carlin               | Gerente de entradas                    | 1960–15       | 2012      |
| 20                                      | Brian Dawkins            | Safety                                 | 1996–08       | 2012      |
| 23                                      | Troy Vincent             | Cornerback                             | 1996–03       | 2012      |
| 5                                       | Donovan McNabb           | Quarterback                            | 1999–09       | 2013      |
| 36                                      | Brian Westbrook          | Running back                           | 2002–09       | 2015      |
| 55                                      | Maxie Baughan            | Linebacker                             | 1960–65       | 2015      |

## Afición
Los aficionados de los Eagles están entre los más leales de la NFL. Están considerados constantemente en el top 3 en asistencia y se han vendido todas las entradas de todos los partidos desde la temporada de 1999. En una encuesta de la revista Sports Illustrated a 321 jugadores de la NFL, los aficionados de los Eagles fueron seleccionados los fanes más intimidantes en la NFL.

## Rivalidades

### New York Giants
La rivalidad entre Eagles y Giants es una de las más antiguas de la NFL. Esta rivalidad comenzó el 15 de octubre de 1933, cuando los Giants derrotaron a los Eagles (recién fundados) 56-0. Tres de las remontadas más memorables contra los Giants están nombradas como "Miracle in the Meadowlands – Herm Edwards", "Miracle in the Meadowlands II – Brian Westbrook" y "Miracle in the new Meadowlands – DeSean Jackson".

### Dallas Cowboys
A lo largo de los años, los Cowboys han sido uno de los mayores rivales de los Eagles. Los Eagles ganaron el primer partido de esta rivalidad 27-25 el 30 de septiembre de 1960.

### Washington Commanders
La rivalidad con los Washington Commanders proviene de su rivalidad divisional, dado que ambos pertenecen a la NFC Este. La rivalidad comenzó en 1934, cuando los Commanders fueron conocidos por primera vez como los Boston Redskins, donde los Redskins vencieron a los Eagles 6-0.

### Pittsburgh Steelers
Los Eagles y los Pittsburgh Steelers mantienen rivalidad dado que ambos equipos están ubicados en Pensilvania. A partir de la temporada de 1933, hasta 1966, se trataba de una rivalidad importante para ambos equipos ya que ambos eran parte de la misma división. En 1967, fueron colocados en diferentes divisiones, pero ambos equipos se mantuvieron en la misma conferencia durante tres años más. Por último, en 1970, los Steelers (junto con los Cleveland Browns y los Baltimore Colts) se trasladaron a la Conferencia Americana, mientras que los Eagles se mantuvieron en la Conferencia Nacional. 
Ambos equipos formaron los Steagles en la temporada 1943 durante la crisis de jugadores en la Segunda Guerra Mundial.